# شراب نارنجی

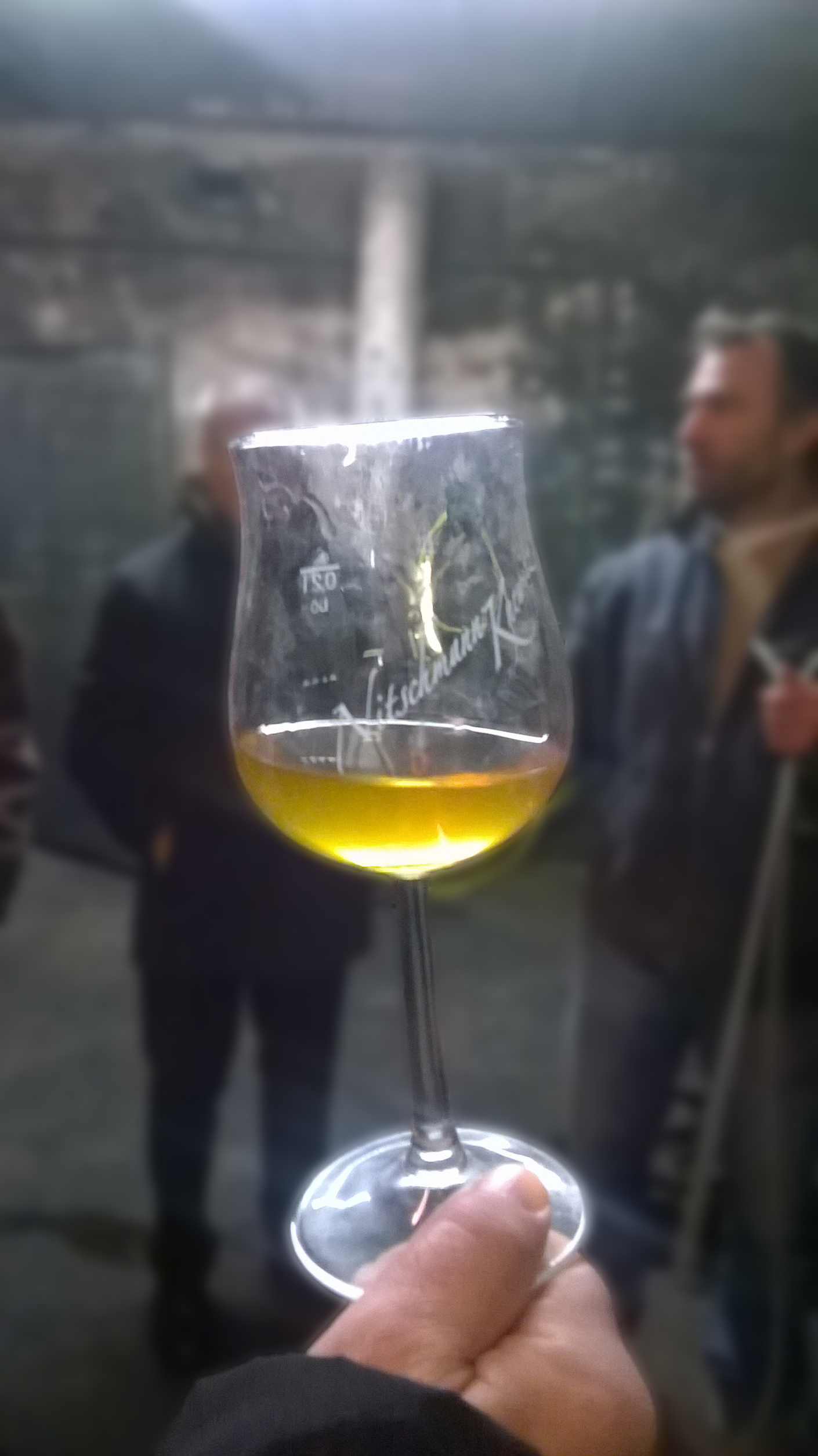
شراب نارنجی قبل از شفاف شدن و تثبیت

شراب نارنجی، همچنین به عنوان شراب سفید تخمیر شده با پوست شناخته می‌شود، نوعی شراب ساخته شده از انگور شراب سفید است که در آن پوست انگور جدا نمی‌شود. این در تضاد با تولید شراب سفید معمولی است، که شامل خرد کردن انگور و انتقال سریع آب به داخل ظرف تخمیر است. پوست‌ها حاوی رنگدانه‌ها، فنل‌ها و تانن‌هایی هستند که معمولاً برای شراب‌های سفید نامطلوب در نظر گرفته می‌شوند، در حالی که برای شراب‌های قرمز پوستی و خیساندن بخش مهمی از فرایند شراب سازی است که به شراب قرمز رنگ، طعم و بافت آن را می‌بخشد.